# سیف عماره
سیف عماره یا بنی عماره یا ساحل جُلندی در منتهی‌الیه نقطهٔ شرقی فارس قدیم در ساحل دریا قرار داشته‌است. پناهگاه دزدان دریایی یعنی حصن ابن‌عماره از توابع این منطقه است. اصطخری دربارهٔ این قلعه می‌گوید «قلعه ای است در کنار دریا که ناگشودنی است و سراسر فارس قلعه ای نیست که بهتر از این در برابر حملات مقاوم باشد.» بعضی عقیده دارند که سیف به معنی ساحل و کناره است.